# Sandín 2-i
Sandín 2-i (en rus: Сандин 2-й) és un poble de Baixkíria, a Rússia, que en el cens del 2010 tenia 149 habitants. Pertany al districte de Iermolàievo.